# Distritos de Chipre

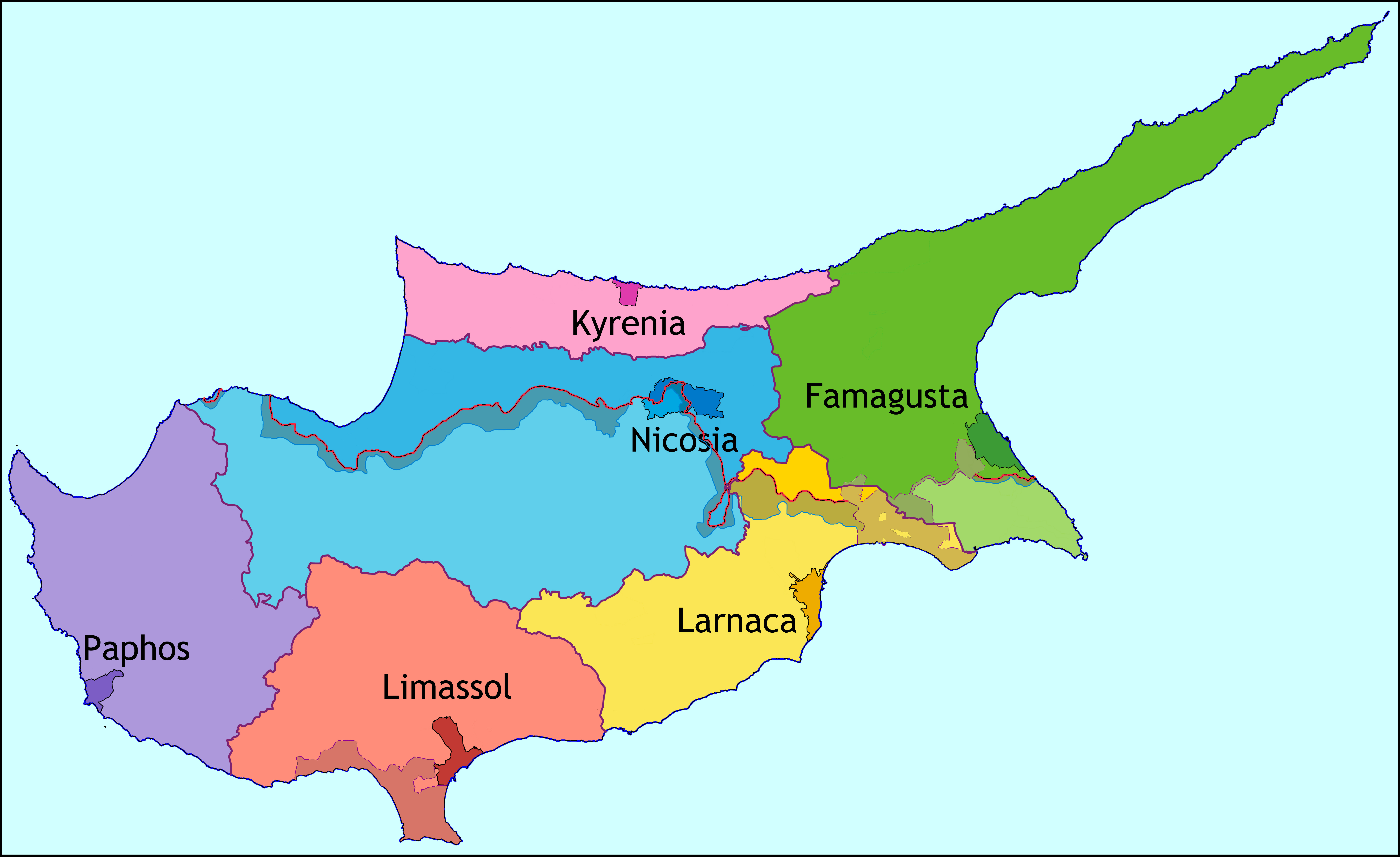
Mapa mostrando os Divisões administrativas do Chipre e Chipre do Norte.

Chipre é dividido em seis distritos (επαρχίες eparchies), cujas capitais partilham o mesmo nome:
- Famagusta
- Cirênia
- Lárnaca
- Limassol
- Nicósia
- Pafos